# Pteromalus ruficornis
Pteromalus ruficornis är en stekelart som beskrevs av Rudow 1886. Pteromalus ruficornis ingår i släktet Pteromalus och familjen puppglanssteklar.
Artens utbredningsområde är Italien. Inga underarter finns listade i Catalogue of Life.